# Ferran Llagostera i Coll
Ferran Llagostera i Coll (Sant Joan de les Abadesses, Ripollès, 1947) és un guionista, director i productor de cinema català.

## Biografia
A començament dels anys 1960 es va traslladar a Barcelona, on va estudiar arts gràfiques i pintura a l'Escola Massana. Després continuà els estudis a la facultat de Belles Arts de la Universitat de Barcelona, però ho deixa per estudiar cinema a l'Escola de Mitjans Audiovisuals de Barcelona (EMAV) i a l'Escola Aixelà, alhora que col·laborava amb els grups de teatre independent Los Cátaros i Go-Go.
El 1968 va fer el curt documental La Changa a Almeria i el 1972 contactà al País Basc amb Luis Iriondo, amb qui va fer els documentals La cuenca del Urola i Atamotsak. El 1974 va tornar a Barcelona treballar com a ajudant de direcció d'Ignasi F. Iquino a Chicas de alquiler. Va debutar com a director i guionista amb els curtmetratges Sant Joan de les Abadesses (1975), Onze de setembre, Sant Boi de Llobregat (1976) i La reinstauració de la Generalitat i la tornada del president Tarradellas (1977). El 1979 participà en el guió de Companys, procés a Catalunya i el 1981 va rodar el curtmetratge documental Així s'acaba la vida i comencem a sobreviure, protagonitzat per Ovidi Montllor i amb el que va guanyar el Premi de Cinematografia de la Generalitat 1982 al millor curt.
El 1980 va fundar la promotora Centre Promotor de la Imatge amb Jordi Tusell i Coll, Josep Maria Forn i Ildefons Duran i el 1984 va crear el col·lectiu "Nous Directors Catalans". El 1987 va dirigir el seu primer llargmetratge Bar-Cel-Ona, basada en la novel·la El barcelonauta de Pep Albanell, i el 1989 Gran Sol, basada en la novel·la d'Ignacio Aldecoa. El 1994 va dirigir la sèrie Terranova, coproduïda amb Euskal Telebista. El 2006 dirigí per televisió Chapapote... o no, que fou nominat al premi al millor telefilm als V Premis Barcelona de Cinema. El 2010 va estrenar el telefilm Conte de Nadal@.cat.

## Filmografia
Com a director
- Així s'acaba la vida i comencem a sobreviure (1981)
- Bar-Cel-Ona (1986)
- Gran Sol (1989)
- Terranova (1994)
- Chapapote... o no (2006)
- Los años brillantes (2009)
- Conte de Nadal@.cat (2010)

Com a productor
- Saïd (1998)
- Se buscan fulmontis (1999)
- Buñuel y la mesa del rey Salomón (2001)
- Lola vende cá (2002)